# 6641 Bobross
6641 Bobross este un asteroid din centura principală, descoperit pe 29 iulie 1990, de Henry Holt.